# Quint Memmi
Quint Memmi (en llatí Quintus Memmius) va ser un magistrat romà del segle ii aC. Formava part de la gens Mèmmia, una gens romana d'origen plebeu.
És conegut únicament perquè va ser legat del senat romà davant la nació dels jueus l'any 163 aC o 162 aC. Se'l menciona al Primer llibre dels Macabeus. En canvi no en donen notícies els autors romans.